# François l’Olonnais
François l’Olonnais, eredeti nevén Jean-David Nau, spanyolosan El Olonés (kb. 1635 – kb. 1668) kegyetlenségéről hírhedt, francia születésű, 17. századi karibi kalóz.

## Korai évei
Jean-David Nau a franciaországi Les Sables-d’Olonne-ban született 1635 körül. Szerződéses szolgaként (aki útiköltsége fejében adott számú évet volt köteles ledolgozni) érkezett a karibi térségbe az 1650-es években. 1660-ban szabadult és egyik szigetről a másikra került, míg végül Hispaniola szigetén csatlakozott a tengeri rablókhoz, akik elsősorban a spanyol kereskedőhajókra vadásztak.
Egy (vagy két) évnyi kalózkodás után hajótörést szenvedett a mexikói Campeche közelében. A partrajutott legénységre rátámadtak a spanyolok és szinte az egész csapatot lemészárolták. Maga l’Olonnais is csak úgy menekült meg, hogy vérrel kente be magát és elrejtőzött a halottak között. A katonák távozása után rabszolgák segítségével sikerült tengerre szállnia és eljutnia Tortuga szigetére. Valamivel később társaival együtt megszállt egy várost és váltságdíjat követelt érte a spanyol hatóságoktól. A havannai kormányzó hajót küldött a kalózok kifüstölésére, de a francia kalózkapitány fogságba ejtette a támadókat, majd valamennyit lefejeztette, egy kivételével, akit visszaküldött Havannába azzal az üzenettel, hogy „ezentúl egyetlen spanyolnak sem irgalmazok.”

## Maracaibo kifosztása
1667-ben ő vezette a Maracaibo elleni kalózexpedíciót, melyben nyolc hajó és hatszáz ember vett részt. Útközben elfogtak egy spanyol hajót, melyen értékes kakaó- és drágakőrakományt, valamint 260 ezer ezüstpénzt találtak.
Maracaibo a hasonló nevű öböl bejáratánál fekszik és a hozzá vezető szűk szorost a bevehetetlennek gondolt, tizenhat ágyús San Carlos de la Barra erőd védte. L’Olonnais embereivel partra szállt és a kevésbé védett szárazföld felőli részen támadta meg az erődöt, melyet néhány órás ostrom után elfoglalt. Ezután nekikezdtek a város kifosztásának, de ekkorra a lakosok többsége elmenekült, értékeiket elrejtették vagy magukkal vitték. A kalózok két hónapig tartották megszállva a spanyol várost, összegyűjtötték a zsákmányt, összefogták a városlakókat és megkínozták őket, hogy elárulják értékeik rejtekhelyét. Közben leszerelték az erőd ágyúit és lerombolták a városfal egy részét, hogy szükség esetén gyorsan elmenekülhessenek.
L’Olonnais-ról leírták, hogy szadista kéjjel kínozta az embereket, új módszereket talált ki a vallatásukra, kardjával darabokat vágott ki a húsukból, vagy kötélhurokkal addig szorította a fejüket, míg szemgolyóik kiugrottak a helyükből.
Miután Maracaiabót teljesen kifosztották, a kalózok az öböl délkeleti partján fekvő Gibraltar városára támadtak. Legyőzték a túlerőben lévő, ötszáz fős helyőrséget, majd a spanyol hatóságoktól 20 ezer ezüstpénzből és 500 marhából álló váltságdíjat követeltek ki a városért cserébe. Bár a kormányzó kifizette a váltságdíjat, l’Olonnais és emberei teljesen kirabolták Gibraltart és mintegy 260 ezer ezüstpénzt, drágaköveket, selymet és rabszolgákat zsákmányoltak. Gibraltar soha nem heverte ki a támadást és a korábbi virágzó kereskedőváros 1680-re szinte teljesen megszűnt létezni.

## Utolsó útja
L’Olonnais hatalmas zsákmánnyal tért vissza Tortugára, ahol vadsága és kegyetlensége miatt nagy hírnévre tett szert és elnyerte a „spanyolok ostora” (Fléau des Espagnols) melléknevet. Következő expedíciójára hétszázan jelentkeztek és valamivel később áthajóztak Közép-Amerikába. Kifosztották Puerto Cabellót, de miután útra keltek San Pedro felé, egy nagyobb spanyol kontingens rajtuk ütött és megfutamította őket. Visszavonulás közben l’Olonnais elfogott két spanyolt. Alexander Exquemelin leírása szerint: Előhúzta a kardját, felvágta vele az egyik szerencsétlen spanyol mellkasát és szentségtörő kezeivel kitépte a szívét és kiéhezett farkas módjára fogaival harapdálni és marcangolni kezdte, azután azt mondta: Mind így jártok, ha nem mutatsz egy másik útvonalat.
Az elszörnyedt spanyol másik ösvényt mutatott a kalózoknak, de a maradék csapat támadását a helyőrség visszaverte és vissza kellett érniük a hajóikhoz. A csapat itt kettévált, a rablók egy része visszatért Tortugára, míg l’Olonnais további zsákmányoló útra indult. Panama tartomány sekély parti vizein hajója zátonyra futott egy homokpadon. Egy összeácsolt bárkával l’Olonnais és emberei kijutottak a szárazföldre, ahol elfogták őket a helyi kuna indiánok és megették őket. Exquemelin szemléletesen írta: …elevenen darabokra tépték, testének tagjait a tűzbe dobták és hamvait a levegőbe szórták, hogy híre se maradjon egy ilyen gyalázatos, embertelen lénynek. Az indiánok támadását állítólag csak egy ember élte túl, aki később elmesélte Alexander Exquemelin-nek l’Olonnais végzetét.

## Fordítás
- Ez a szócikk részben vagy egészben  a   François l'Olonnais című angol Wikipédia-szócikk ezen változatának fordításán alapul.  Az eredeti cikk szerkesztőit annak laptörténete sorolja fel. Ez a jelzés csupán a megfogalmazás eredetét és a szerzői jogokat jelzi, nem szolgál a cikkben szereplő információk forrásmegjelöléseként.